# Rudolf Henrici
Rudolf Henrici (* 27. Juni 1892 in Soest; † 1. August 1971 in Wiesbaden) war ein deutscher Generalmajor im Zweiten Weltkrieg. Der General der Panzertruppe Sigfrid Henrici war sein älterer Bruder.

## Leben
Henrici trat am 11. März 1912 als Fahnenjunker in das 1. Kurhessische Feldartillerie-Regiment Nr. 11 der Preußischen Armee in Kassel ein. Vom 19. Oktober 1912 bis 12. Juli 1913 folgte seine Kommandierung zur Kriegsschule Danzig und am 18. August 1913 die Beförderung zum Leutnant.
Mit Ausbruch des Ersten Weltkriegs kam er mit seinem Regiment an die Front und wurde am 20. März 1915 zur 5. Batterie versetzt. Ab 10. Mai 1915 fungierte Henrici als Adjutant und Gerichtsoffizier der II. Abteilung. Nachdem er am 5. Oktober 1916 Oberleutnant geworden war, setzte man Henrici in der Folge zunächst als stellvertretenden Führer der 5. Batterie ein. Er übernahm dann die 8. sowie am 4. März 1917 die 5. Batterie. Für sein Wirken wurde er mit beiden Klassen des Eisernen Kreuzes, dem Verwundetenabzeichen in Schwarz sowie dem Österreichischen Militärverdienstkreuz III. Klasse mit Kriegsdekoration ausgezeichnet.
Nach Kriegsende in die Reichswehr übernommen, wurde er am 1. Februar 1924 Hauptmann. Am 1. Oktober 1933 zum Major befördert, war Henrici vom Zeitpunkt der Aufstellung des Artillerie-Regiments 25 am 15. Oktober 1935 bis zum 31. Dezember 1937 im Range eines Oberstleutnants Kommandeur der I. Abteilung dieses Regiments. Anschließend versetzte man ihn nach Königsberg zum Stab der Kommandantur der Befestigungen.
Im Zweiten Weltkrieg diente er zumeist als Artilleriekommandeur bei verschiedenen Armeekorps. Am 1. August 1942 zum Generalmajor befördert, fungierte er vom 30. November 1942 bis 25. Januar 1943 als Artillerie-Kommandeur 128. Anschließend in die Führerreserve versetzt, war er ab 19. März 1943 Artillerie-Kommandeur 126. Man beauftragte ihn als Höherer Artillerie-Kommandeur 302 vom 12. August 1944 bis 7. Januar 1945 mit der Wahrnehmung der Geschäfte. In dieser Eigenschaft erhielt er am 25. August 1944 das Deutsche Kreuz in Gold. Kurzzeitig war Henrici dann Artillerie-Kommandeur 168 sowie ab 10. Januar 1945 Artillerie-Kommandeur 145. Mit der bedingungslosen Kapitulation der Wehrmacht geriet Henrici am 9. Mai 1945 in jugoslawische Kriegsgefangenschaft, aus der er erst am 24. März 1953 entlassen wurde.